# Penydarren (parowóz)
Lokomotywa Penydarren lub Pen-y-Darren – lokomotywa parowa zbudowana w latach 1803-1804 przez Richarda Trevithicka dla huty Penydarren w Merthyr Tydfil w Walii, pierwsza lokomotywa użyta do prowadzenia pociągu na świecie.  Była używana eksperymentalnie do prowadzenia pociągów towarowych w hucie Penydarren.
Inżynier Richard Trevithick od początku XIX wieku rozwijał konstrukcję wysokociśnieniowego silnika parowego dla celów przemysłowych i prowadził eksperymenty z użyciem go także do napędu pojazdów drogowych i szynowych. W 1801 roku skonstruował pierwszy parowy pojazd drogowy Puffer, ale został on rozbity w trakcie próbnej jazdy i spłonął. Lokomotywa Penydarren stanowiła drugi parowóz zaprojektowany przez konstruktora, lecz o losie pierwszego niewiele wiadomo. Lokomotywa nie nosiła własnej nazwy; jest znana od nazwy huty Penydarren (lub Pen-y-Darren). Była pierwszą lokomotywą użytą do prowadzenia pociągu na świecie. Próbną jazdę na torze kolei konnej między Penydarren a Abercynon odbyła 13 lutego 1804 roku, a 21 lutego pociągnęła tam pierwszy eksperymentalny pociąg z 10 tonami węgla i 70 pasażerami, na trasie długości 15,3 km. Lokomotywa ta stanowiła pierwszy udany działający parowóz, lecz była niepraktyczna, a przy ówczesnym poziomie metalurgii szyny były za słabe do udźwignięcia jej masy i pękały.